# Liste der Monuments historiques in Calan
Die Liste der Monuments historiques in Calan führt die Monuments historiques in der französischen Gemeinde Calan auf.

## Liste der Bauwerke
| Bezeichnung                                                | Beschreibung | Standort        | Kennzeichnung | Schutzstatus | Datum | Bild           |
| ---------------------------------------------------------- | ------------ | --------------- | ------------- | ------------ | ----- | -------------- |
| Katholische Pfarrkirche La Trinité (Dreifaltigkeitskirche) |              | (Lage)          | PA00091066    | Classé       | 1930  | weitere Bilder |
| Brunnen                                                    |              | Le Bourg (Lage) | PA00091067    | Inscrit      | 1934  | weitere Bilder |

## Liste der Objekte

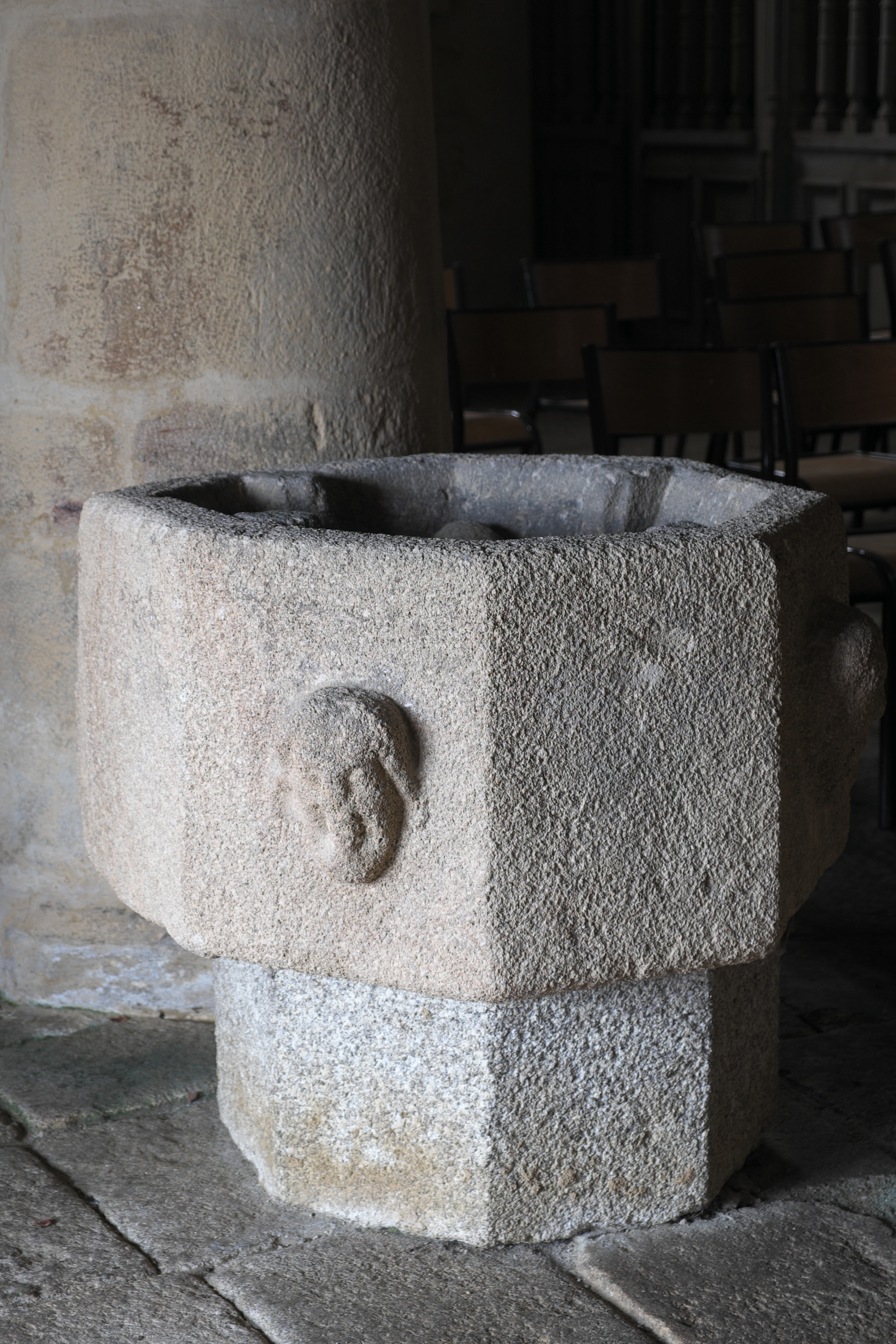
Weihwasserbecken in der Kirche La Trinité (16. Jahrhundert)

- Monuments historiques (Objekte) in Calan in der Base Palissy des französischen Kultusministeriums